# Комерційний кредит
Комерційний, або товарний, кредит — товарна форма кредиту, яка визначає відносини з питань перерозподілу матеріальних фондів і характеризує кредитну угоду між двома суб'єктами господарської діяльності.

Товарний кредит — кредит у вигляді поставки товарів (робіт, послуг), які передаються у власність юридичних чи фізичних
осіб за угодою, умовами якої передбачено відстрочку кінцевого розрахунку на визначений сторонами строк та сплата відсотку за
користування цим кредитом.

## Передумови виникнення комерційного кредиту
Товарний кредит історично виник ще до появи грошових відносин. У сучасних умовах різновидами товарного кредиту є поставка товарів з відстроченням оплати, продаж на виплат, товарна позичка тощо.

Причиною виникнення комерційного кредиту є відмінність у строках виробництва і реалізації товару у різних виробників, різниця в тривалості виробничого циклу. Комерційний кредит сприяє реалізації товару, прискорюючи процес ринкового обміну.

## Механізм реалізації комерційного кредиту
Комерційний кредит у товарній формі має певні обмеження в розмірі. Він не може перевищувати обсягу товарного капіталу або резервного капіталу кредитора.
Розширенню можливостей використання комерційного кредиту сприяють кредитні засоби обігу і платежу: вексель, чек. Вони використовуються не тільки як засіб отримання платежу, але і як засіб обігу, завдяки здатності обертатися.